# Primovula solemi
Primovula solemi är en snäckart som beskrevs av Ten Cate 1973. Primovula solemi ingår i släktet Primovula och familjen Ovulidae. Inga underarter finns listade i Catalogue of Life.